# Człowiek, którego nie było (książka)
Człowiek, którego nie było (The man who never was) – książka popularnonaukowa Ewena Montagu, znana również jako Operacja „Heartbreak” (wydanie z 1954 roku).

## Fabuła
Jej przedmiotem jest operacja wywiadu brytyjskiego podczas II wojny światowej, pod nazwą „Mincemeat” – plan mający na celu wprowadzenie w błąd państw Osi Berlin – Rzym – Tokio, by skłonić ich do przekonania, że operacja „Husky” (inwazja na Sycylię) odbędzie się w innym rejonie.
Książka miała kilka wydań w języku angielskim, była też tłumaczona na inne języki. W Polsce została wydana dwukrotnie: w 1958 (Wydawnictwo MON, tłum. Lucjan Wolanowski) i w 2006 roku, w jednym tomie z opowiadaniem Duffa Coopera Operacja „Złamane serce”, poświęconym temu samemu wydarzeniu (wyd. Bellona, tłum. Monika Wyrwas-Wiśniewska).
W roku 1956 powstała na jej podstawie filmowa ekranizacja o tym samym tytule, w reżyserii Ronalda Neame’a.